# Bogusław XIV

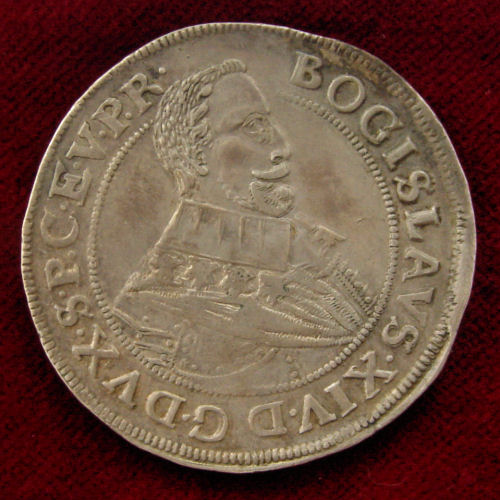
Awers talara z popiersiem Bogusława XIV (1635)

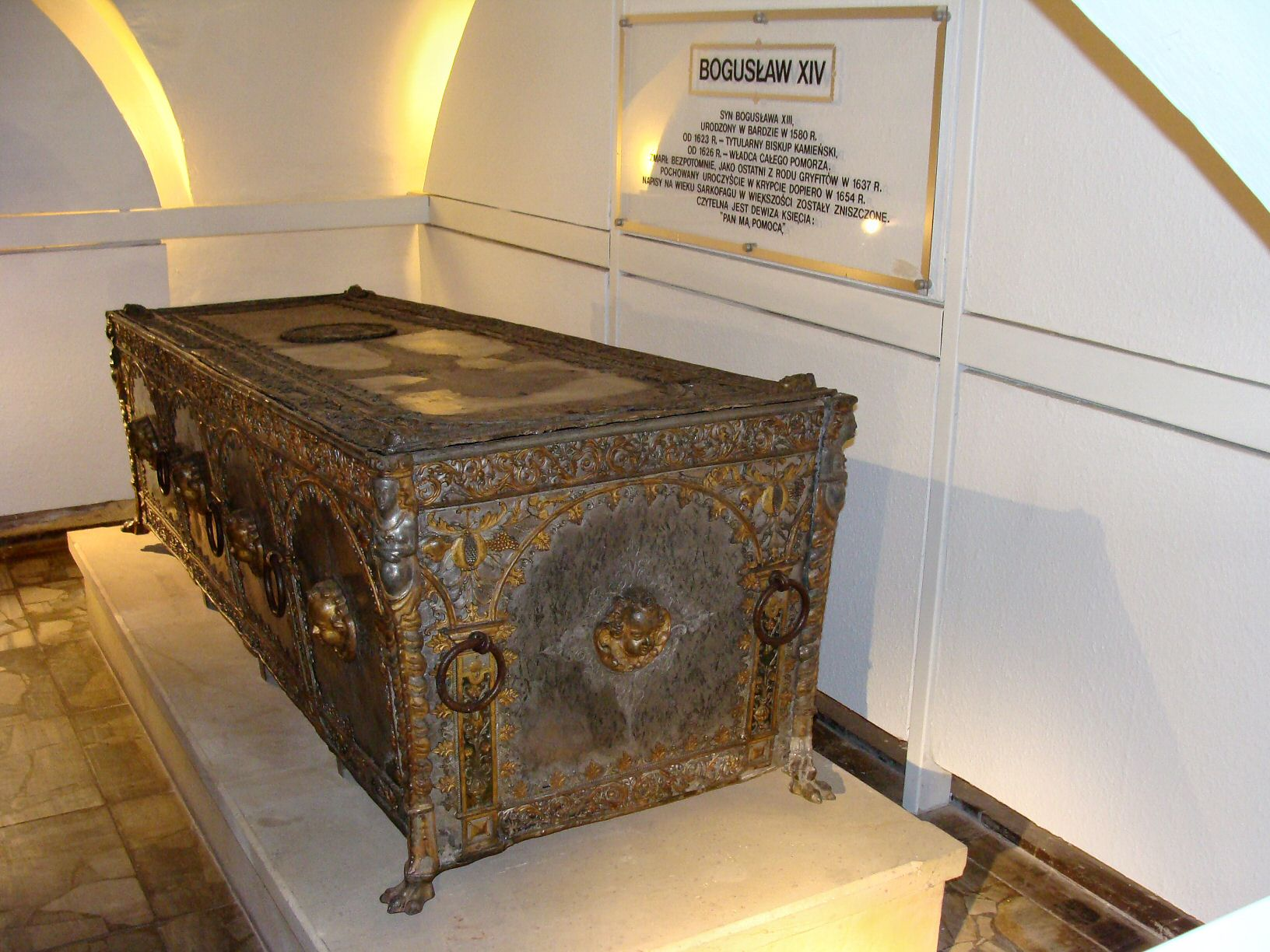
Sarkofag Bogusława XIV na Zamku Książąt Pomorskich w Szczecinie

Bogusław XIV zwany Towarzyskim (ur. 31 marca 1580 w Bardzie, zm. 10 marca 1637 w Szczecinie) – książę na Darłowie w latach 1606-1621 (wraz z bratem Jerzym II do 1615) i od 1622, książę na Bukowie w latach 1617-1621 i od 1622, książę szczeciński od 28 listopada 1620, wreszcie od 1625 książę wołogoski i całego Pomorza Zachodniego, od 1623 biskup kamieński, syn Bogusława XIII z rodu Gryfitów i Klary Braunschweig-Lüneburg.

## Życie i panowanie
Był szóstym dzieckiem i trzecim synem ówczesnego księcia na Bardzie i Nowopolu (Neuencamp), Bogusława XIII i jego pierwszej żony Klary, księżniczki brunszwickiej. Od najmłodszych lat był przygotowywany przez ojca do pełnienia rządów; brał udział w sejmach stanów pomorskich i poznawał ustawodawstwo kraju. W 1606 podróżował do Niemiec, Niderlandów, Anglii, Szkocji, Francji i Włoch. Po śmierci Bogusława XIII w 1606 zarządzał księstwem darłowskim, początkowo wraz z bratem Jerzym II, a od 1615 samodzielnie. Rok wcześniej, 27 października 1614 została podpisana umowa małżeńska w Sonderburgu, a po upływie prawie czterech miesięcy – 19 lutego 1615 w Darłowie ożenił się z Elżbietą, córką Jana Młodszego, księcia szlezwicko-holsztyńskiego na Sonderburgu i Elżbiety brunszwickiej z Grubenhagen. Po bezpotomnej śmierci starszego brata, Franciszka, 28 listopada 1620 Bogusław przejął władzę nad księstwem szczecińskim, wydzielając w 1621 jedynemu żyjącemu wówczas bratu Ulrykowi okręg Darłowa, Bukowa oraz Kamień. W 1622 nadał również swojej siostrze Annie, która wraz z synem Ernestem Bogusławem, księciem Croy w latach 20. XVII w. wróciła na Pomorze, wieś Smołdzino w okolicach Słupska, w rok później także własną siedzibę w Słupsku, w 1625 zaś kompleks lasów wokół góry Rowokół. Po śmierci Ulryka ogłosił się w czerwcu 1623 biskupem kamieńskim, mianując jednocześnie Filipa Juliusza, księcia wołogoskiego – koadiutorem. Po śmierci tego ostatniego w 1625 przyłączył do swojej domeny także księstwo wołogoskie i władał odtąd ziemiami całego Pomorza Zachodniego.
Okres jego rządów przypadł na czasy wojny trzydziestoletniej – okres bardzo trudny, gdyż wojska kwaterujące na Pomorzu doprowadzały kraj do ruiny (Pomorze ze Szczecinem było dogodnym terenem i bazą operacyjną dla wojsk szwedzkich). Mimo usilnych starań Bogusławowi nie udało się zachować neutralności księstwa. W 1627 został zmuszony do wyrażenia zgody na zakwaterowanie wojsk cesarskich pod dowództwem Albrechta von Wallensteina. W latach 30. XVII w. księstwo przeżywało poważne trudności wewnętrzne – wpływy stanów szlacheckich znacznie ograniczyły władzę księcia.
W kwietniu 1633 na skutek udaru (po którym nastąpiły kolejne) został dotknięty częściowym paraliżem; już nigdy nie powrócił do pełnego zdrowia. W czerwcu tego samego roku desygnował swojego siostrzeńca, Ernesta Bogusława de Croÿ na swojego następcę na urzędzie biskupa kamieńskiego, zabiegał bezskutecznie o nadanie księciu de Croÿ Lęborka i Bytowa przez króla Polski Władysława IV. W dwa lata później przekazał siostrzeńcowi we władanie hrabstwa Nowogardu i Maszewa
10 marca 1637 zmarł na zamku w Szczecinie, jako ostatni władca Pomorza Zachodniego z rodu Gryfitów. Na mocy sporządzonego testamentu Brandenburczycy zostali wykluczeni z sukcesji, natomiast Pomorze miało przejść w ręce Szwedów. Podpisany w 1648 pokój westfalski potwierdził polityczny upadek Pomorza, które zostało podzielone między Szwecję i Brandenburgię. Bogusław XIV został pochowany w kościele zamkowym św. Ottona w Szczecinie dopiero 25 maja 1654.

## Genealogia
| Filip I wołogoski ur. 14/15 VII 1515 zm. 14 II 1560 | Filip I wołogoski ur. 14/15 VII 1515 zm. 14 II 1560 |                                              |                                              | Maria saska ur. 15 XII 1516 zm. w okr. 5–7 I 1583 | Maria saska ur. 15 XII 1516 zm. w okr. 5–7 I 1583 |  |  | Franciszek ur. ? zm. ? | Franciszek ur. ? zm. ? |                                  |                                  | Klara ur. ? zm. ? | Klara ur. ? zm. ? |
|                                                     |                                                     |                                              |                                              |                                                   |                                                   |  |  |                        |                        |                                  |                                  |                   |                   |
|                                                     |                                                     |                                              |                                              |                                                   |                                                   |  |  |                        |                        |                                  |                                  |                   |                   |
|                                                     |                                                     | Bogusław XIII ur. 9 VIII 1544 zm. 7 III 1606 | Bogusław XIII ur. 9 VIII 1544 zm. 7 III 1606 |                                                   |                                                   |  |  |                        |                        | Klara ur. 1 I 1550 zm. 26 I 1598 | Klara ur. 1 I 1550 zm. 26 I 1598 |                   |                   |
|                                                     |                                                     |                                              |                                              |                                                   |                                                   |  |  |                        |                        |                                  |                                  |                   |                   |
|                                                     |                                                     |                                              |                                              |                                                   |                                                   |  |  |                        |                        |                                  |                                  |                   |                   |
|                                                     |                                                     |                                              |                                              |                                                   | Bogusław XIV (ur. 31 III 1580, zm. 10 III 1637)   |  |  |                        |                        |                                  |                                  |                   |                   |